# Университет Бабеша — Бойяи
Университет Бабеша — Бойяи (рум. Universitatea Babeș-Bolyai, венг. Babeș-Bolyai Tudományegyetem) — государственный университет в городе Клуж-Напока, Румыния. Носит имя румынского микробиолога Виктора Бабеша и венгерского математика Яноша Бойяи.
С более чем 41000 студентов в 2014 году. Является одним из крупных университетов в стране. Университет Бабеш-Бойяи предлагает программы обучения на румынском, венгерском, немецком, английском и французском языках. В рамках университете работает 21 факультет:
- Факультет математики и информатики
- Факультет физики
- Факультет химии и химической технологии
- Факультет географии
- Факультет наук об окружающей среде и машиностроения
- Факультет права
- Филологический факультет
- Факультет истории и философии
- Факультет социологии и социальной помощи
- Факультет психологии и педагогических наук
- Факультет экономики и делового администрирования
- Факультет европейских исследований
- Факультет бизнеса
- Факультет политических наук, административных и связи
- Факультет физического воспитания и спорта
- Факультет православного богословия
- Факультет теологии греко-католической
- Факультет теологии реформатской
- Факультет Римско-католической теологии
- Факультет театра и телевидения